# San Francesco abbraccia Cristo crocifisso
San Francesco abbraccia Cristo crocifisso è un dipinto del pittore spagnolo Bartolomé Esteban Murillo realizzato 
circa 1668-1669 e conservato nel Museo di belle arti di Siviglia in Spagna.

## Storia

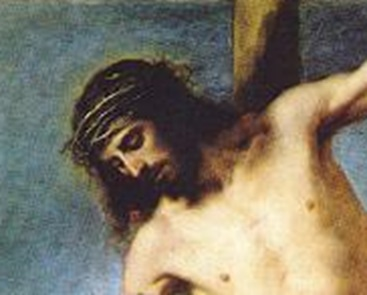
Dettaglio del volto di Cristo rivolto verso San Francesco.

Il quadro faceva parte di un ciclo commissionato a Murillo dai cappuccini per una cappella della chiesa del loro convento a Siviglia: tali opere, realizzate a partire dal 1668 circa, dovevano esaltare gli elementi distintivi della spiritualità francescana.
Il soggetto (allegoria della rinuncia al mondo di Francesco d'Assisi per seguire Gesù) era già stato realizzato da altri pittori e tra le versioni più celebri era quella di Francisco Ribalta realizzata circa un decennio prima per i cappuccini di Valencia: pertanto furono probabilmente i frati valenciani, che avevano contribuito alla fondazione del convento di Siviglia, che suggerirono a Murillo di riproporre tale motivo nella sua tela.

## Descrizione
La composizione simboleggia il momento culminante della vita di Francesco d'Assisi, cioè quando decise di rinunciare a tutti i suoi beni materiali per abbracciare la vita religiosa.
Accanto alla croce, due angeli reggono un libro aperto che reca in latino il passo del Vangelo secondo Luca che dice "Chiunque di voi non rinunzia a tutti i suoi averi, non può essere mio discepolo". Anche il globo sul quale Francesco poggia il piede, quasi a spingerlo lontano, simboleggia il mondo terreno che egli rifiuta e abbandona per diventare discepolo di Gesù.